# Circolo Svevo

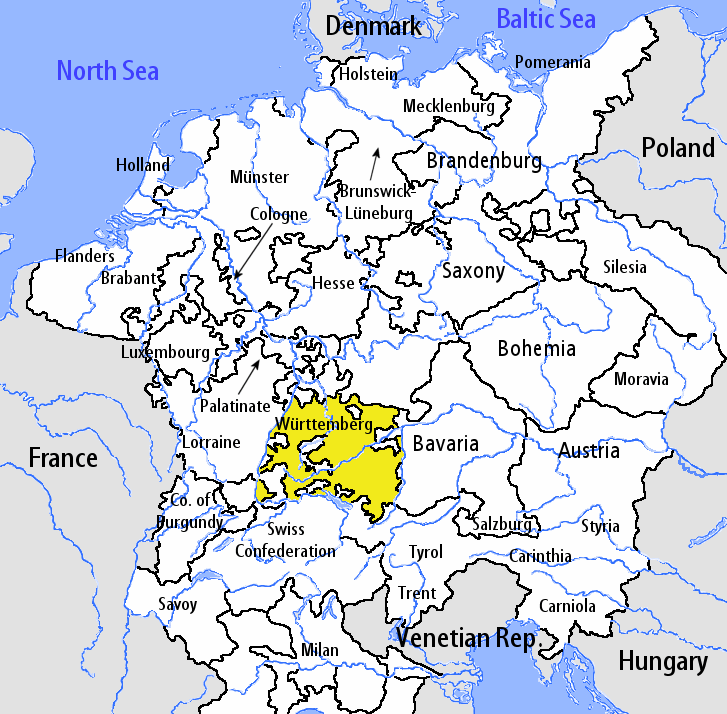
Mappa delle province imperiali all'inizio del XVI sec. La Provincia Sveva è indicata in giallo.

Il Circolo Svevo fu un Circolo imperiale del Sacro Romano Impero, creato dall'imperatore Massimiliano I d'Asburgo nel 1500.
La provincia era costituita da un gran numero di piccoli stati; solo il Ducato di Württemberg, i Margraviati di Baden-Baden e di Baden-Durlach ed il Vescovato di Augusta avevano una certa importanza. I direttori della Dieta del circolo imperiale erano il vescovo di Costanza e il duca del Württemberg. Era una delle province più organizzate da un punto di vista amministrativo: aveva una propria dieta di circolo regolarmente funzionante con la partecipazione di molti principati che non sempre avevano diritto di voto alla dieta imperiale. Gli stati imperiali che avevano diritto di seggio e di voto al Reichstag erano divisi in Banco dei Principi ecclesiastici, Banco dei Principi secolari, Banco dei Prelati svevi, Banco dei Conti e Signori, Banco delle Città imperiali e libere. Verso la metà del XVIII secolo erano rappresentati da 2 vescovati, 22 abbazie principesche, 10 principati, 26 contee, 31 città imperiali.
Napoleone intervenne pesantemente lasciando solo quattro stati: a parte i due Hohenzollern, fuse tutto il resto nel Regno di Württemberg o nel Baden suoi alleati.

## Composizione
Il circolo fu creato nel 1500 da Massimiliano I e sede della sua cancelleria era la città di Augusta. I suoi direttori furono  il principe-vescovo di  Costanza ed il duca del  Württemberg; nel 1541 il circolo aveva 101 stati distinti in 5 banchi con diritto di voto (principi secolari, principi ecclesiastici, Prelati svevi, Conti e Signori, Città imperiali e libere). Il loro numero è stato drasticamente ridotto nei secoli successivi. 
Il circolo fu strategicamente importante essendo il crocevia tra la Svizzera, la Francia, l'Austria e la Baviera. Nel 1541 tra i suoi membri ebbe, oltre il principe-vescovo di Coira poi dal 1720 passato al circolo austriaco, gli abati di S. Gallo, Allerheiligen (Sciaffusa), Einsiedeln, Disentis, Stein am Rhein, Kreuzlingen, Pfäfers, St. Johann am der Thur, i conti di Werdenberg-Sulz, Montfort, Brandis-Sulz e le città imperiali di Sciaffusa, Rottweil e S. Gallo. Ma con le secolarizzazioni e la Pace di Westfalia, nel XVIII secolo rimane solo il vescovo di Costanza, Rottweil e l'abate di San Gallo (per la signoria, contestata, di Neu Ravensburg) e dal 1719 il principe di Liechtenstein.
I grandi temi di discussione del consiglio di questo circolo erano il commercio delle granaglie con la Svizzera (1770), la costruzione di nuove strade, la lotta contro il vagabondaggio molto diffuso nelle contrade sveve (1777) e la polizia di frontiera. 
Sede della dieta del circolo era la città di Ulma, città direttrice del Banco delle città imperiali, ove veniva convocata ordinariamente ogni sei mesi la dieta. Ogni banco elettorale aveva un proprio direttore (il vescovo di Costanza per i principi ecclesiastici, il duca del Württemberg per i secolari). 
La città imperiale di Augusta aveva diritto al primo voto delle città imperiali del circolo. 
Il circolo dal 1694 ebbe anche un proprio esercito locale composto da 4 reggimenti di fanteria (12 compagnie), uno di dragoni e un altro di corazzieri (8 compagnie ciascuno). 
Per il mantenimento della pace interna il circolo fu diviso dall'imperatore Federico III in quartieri con a capo il duca del Württemberg (quartiere del Württemberg), i margravi del Baden (quartiere del Baden), il vescovo di Costanza con l'abate di Kempten (quartiere di Costanza) ed il quarto con il vescovo di Augusta (quartiere di Augusta). 
La provincia era composta da un gran numero di piccoli stati ma solo il ducato del Württemberg, i margraviati di Baden-Baden e di Baden-Durlach ed il vescovato di Augusta ebbero una certa importanza politica e territoriale. 
Verso la metà del XVIII secolo gli stati del circolo erano rappresentati da 2 vescovati, 22 abbazie principesche, 10 principati, 26 contee, 31 città imperiali. 
La provincia era composta dai seguenti stati:
| Stemma | Nome                                              | Tipologia                                                  | Note |
| ------ | ------------------------------------------------- | ---------------------------------------------------------- | --- |
|        | Aalen                                             | Città                                                      | 35ª Città sveva, libera dal 1360, protestante sotto il protettorato di Ulma |
|        | Augusta                                           | Vescovato                                                  | dal XVI secolo con sede a Dillingen e 25º seggio al Reichstag; in unione personale con l'abbazia di Füssen |
|        | Augusta                                           | Città                                                      | 2ª Città sveva, libera dal 1276, maggioranza cattolica ma a parità di diritti con i protestanti |
|        | Baden                                             | Margraviato                                                | |
|        | Baden-Baden                                       | Margraviato                                                | spinoff del Baden, linea omonima del 1535 ed estinta nel 1761, 58º seggio al Reichstag |
|        | Baden-Durlach                                     | Margraviato                                                | spinoff del Baden, linea omonima degli antichi conti di Zähringen costituitasi nel 1535; nel 1761 eredita i possessi dell'altra linea, 60º seggio al Reichstag |
|        | Baden-Hachberg                                    | Margraviato                                                | derivato del Baden, al Baden-Durlach dal 1503, 62º seggio al Reichstag |
|        | Baindt                                            | Abbazia femminile                                          | 21ª Prelatura sveva |
|        | Biberach an der Riß                               | Città                                                      | 17ª Città sveva, libera dal 1250, paritaria tra cattolici e protestanti |
|        | Bonndorf                                          | Contea poi principato (1746)                               | appartenente all'abate di Sankt Blasien con diritto di voto dal 1638 |
|        | Bopfingen                                         | Città Imperiale                                            | libera dal 1250 |
|        | Buchau                                            | Abbazia principesca femminile                              | 11ª Prelatura renana; la principessa-badessa è nel Collegio dei conti svevi col 2º voto |
|        | Buchau                                            | Città Imperiale                                            | libera dal 1250; 36ª Città sveva |
|        | Baliaggio teutonico di Svevia, Alsazia e Borgogna | Baliaggio                                                  | Commenda di Altshausen, Commenda di Mainau, Commenda di Rohr-Waldstetten |
|        | Buchhorn                                          | Città Imperiale                                            | libera dal 1275 |
|        | Costanza                                          | Vescovato                                                  | dal XVI secolo con la riforma protestante della città sposta la sede a Meersburg; in unione personale con l'abbazia di Reichenau, 23º seggio al Reichstag |
|        | Dinkelsbühl                                       | Città Imperiale                                            | libera dal 1391, città paritaria di diritti tra cattolici e protestanti |
|        | Disentis                                          | Abbazia imperiale svizzera                                 | Priva di voto alla Dieta imperiale |
|        | Eberstein                                         | Contea                                                     | agli Eberstein, poi al margravio del Baden Baden (1723), 10º voto del Banco svevo |
|        | Eglingen                                          | Signoria                                                   | dei conti von Gravenegg (1726-1788) poi ai principi Thurn und Taxis |
|        | Eglofs                                            | Signoria con Müglen                                        | ai conti von Abensberg e Traun zu Meissau (1656-1804) |
|        | Einsiedeln                                        | Abbazia imperiale svizzera                                 | Priva di voto alla Dieta imperiale |
|        | Elchingen von S. Maria                            | Abbazia principesca                                        | 4º Prelatura sveva |
|        | Ellwangen                                         | Prevostura                                                 | Terza prevostura dell'impero, 57º seggio al Reichstag |
|        | Esslingen am Neckar                               | Città Imperiale                                            | sovranità su 13 villaggi |
|        | Fürstenberg                                       | Contea principesca                                         | Principato dei Fürstenberg dal 1664 col 90º seggio al Reichstag |
|        | Friedberg-Scheer                                  | Contea                                                     | della casata dei Waldburg, dal 1786 ai Thurn und Taxis |
|        | Fugger                                            |                                                            | Contee varie suddivise nelle varie linee (Kirchberg, Babenhausen, Kirchheim, Boos, Wellenburg, Mickhausen, Stettenfels, Goettersdorf, Aufhausen, Nordendorf, ecc..). Hanno solo tre voti alla Dieta (Conti svevi) per le linee di Kirchberg, Babenhausen e Nordendorf. |
|        | Gengenbach                                        | Abbazia principesca                                        | 16º Prelatura sveva dal 1751 |
|        | Gengenbach                                        | Città Imperiale sotto il protettorato dell'Austria (1745)  | |
|        | Giengen an der Brenz                              | Città Imperiale sotto il protettorato austriaco            | |
|        | Gundelfingen                                      | Signoria                                                   | del principe von Fürstenberg Heiligenberg |
|        | Gutenzell                                         | Abbazia femminile                                          | 19ª Prelatura sveva |
|        | Höchberg                                          | Margraviato                                                | appartenente al Baden-Durlach |
|        | Hausen                                            | Signoria del principe von Fürstenberg                      | |
|        | Heggbach                                          | Abbazia femminile                                          | 18ª Prelatura sveva; principato dal 1429 con 5 villaggi |
|        | Heilbronn                                         | Città Imperiale                                            | libera dal 1360, protestante (1525) |
|        | Heiligenberg                                      | Contea                                                     | 1ª Contea sveva, al principe von Fürstenberg |
|        | Helfenstein                                       | Contea                                                     | 6ª Contea sveva, all’Elettorato di Baviera dopo l’estinzione della casata di Helfenstein |
|        | Hohenems e Lustenau                               | Contea principesca                                         | della famiglia omonima estintasi nel 1765; poi dell'Austria |
|        | Hohengeroldsegg (o Hohengeroldseck)               | Contea (1711) poi principato dal 1803                      | ai conti di Hohengeroldseck sino al 1634 poi ai conti von der Leyen di Blieskastel |
|        | Hohenhöwen                                        | Signoria equestre                                          | dei conti von der Leyen |
|        | Hohenzollern-Hechingen                            | Principato                                                 | ai principi omonimi dal 1634 con l'82º seggio al Reichstag |
|        | Hohenzollern-Sigmaringen                          | Contea                                                     | 24ª contea sveva ai principi omonimi dal 1634 |
|        | Königsbronn                                       | Abbazia imperiale                                          | |
|        | Kreuzlingen                                       | Abbazia imperiale                                          | |
|        | Irsee                                             | Abbazia                                                    | 5º Prelatura sveva sotto l'amministrazione dell'arcivescovo di Salisburgo (1694) |
|        | Issny                                             | Città Imperiale                                            | 25ª Città sveva, libera dal 1250 |
|        | Justingen                                         | Contea                                                     | ai conti von Freyberg fino al 1751 poi al Württemberg |
|        | Kaisheim (Kaisersheim)                            | Abbazia                                                    | ammessa al voto della Dieta imperiale nel 1756 |
|        | Kaufbeuren                                        | Città Imperiale                                            | libera dal 1418 |
|        | Kempten                                           | Abbazia principesca                                        | 2º Prevostura dell'impero (1360) col 55º seggio del Reichstag |
|        | Kempten                                           | Città Imperiale                                            | 20ª Città sveva, libera dal 1289 |
|        | Kinzigertal                                       | Signoria                                                   | al principe von Fürstenberg |
|        | Klettgau                                          | Langraviato                                                | al principe von Schwarzenberg (1689) |
|        | Königsegg                                         | Contea                                                     | ai conti omonimi (linee di Aulendorf e di Rothenfels), 8ª contea sveva |
|        | Leutkirch im Allgäu                               | Città Imperiale                                            | sotto il protettorato dell'Austria |
|        | Lindau                                            | Abbazia femminile                                          | ammessa nel Banco ecclesiastico come Prelatura sveva, ma i suoi titoli sono contestati nel 1755 |
|        | Lindau                                            | Città Imperiale                                            | libera dal 1274, sotto il protettorato dell'Austria, 15ª città sveva |
|        | Mainau                                            | Commenda                                                   | amministrata dall'Ordine Teutonico |
|        | Marchtal (Obermarchtal)                           | Abbazia principesca                                        | 13º Prelatura sveva |
|        | Maulbronn                                         | Abbazia principesca                                        | |
|        | Memmingen                                         | Città Imperiale                                            | libera dal 1268 |
|        | Meßkirch                                          | Signoria (Neufrach)                                        | del principe von Fürstenberg |
|        | Mindelheim e Schwabegg                            | Signoria                                                   | dei Frundsberg sino al 1586, alla Baviera dal 1616, al duca di Marlborough nel 1705–15, all'elettore di Baviera |
|        | Montbéliard                                       | Contea                                                     | ai duchi del Württemberg con l'80º voto al Reichstag |
|        | Neresheim                                         | Abbazia principesca (Heiligenkreutzthal)                   | con diritto di voto alla Dieta imperiale dal 1766, ma contestata dai conti von Oettingen |
|        | Nördlingen                                        | Città Imperiale                                            | libera dal 1240 |
|        | Ochsenhausen                                      | Abbazia principesca                                        | 3º Prelatura sveva, amministrata dall'abate di Sankt Blasien; ha 35 villaggi organizzati in 4 distretti territoriali |
|        | Offenburg                                         | Città Imperiale                                            | libera dal 1289, sotto il protettorato dell'Austria |
|        | Oettingen                                         | Contea                                                     | suddivisa tra le varie linee familiari (Oettingen, Spielberg, Wallerstein, Baldern) |
|        | Oettingen-Baldern                                 | Contea                                                     | ai conti omonimi, signori di Katzenstein e Dachstühl |
|        | Oettingen-Oettingen                               | Contea dei principi omonimi                                | |
|        | Oettingen-Wallerstein                             | Contea                                                     | dei principi omonimi (1674) |
|        | Petershausen                                      | Abbazia principesca                                        | 7º Prelatura sveva presso il lago di Costanza, con la signoria di Hilzingen e Herdwange |
|        | Pfäfers                                           | Abbazia imperiale svizzera                                 | senza diritto di voto alla Dieta imperiale |
|        | Pfüllendorf                                       | Città Imperiale                                            | |
|        | Ravensburg                                        | Città Imperiale                                            | paritaria dei diritti tra cattolici e protestanti; sotto il protettorato austriaco |
|        | Reichenau                                         | Abbazia Imperiale                                          | commenda in unione personale con i principi-vescovi di Costanza |
|        | Reutlingen                                        | Città Imperiale                                            | libera dal 1213 |
|        | Roggenburg                                        | Abbazia principesca                                        | 10º Prelatura sveva; territorio organizzato in 4 distretti |
|        | Rot                                               | Abbazia principesca (Muenchenroth)                         | 9º Prelatura sveva |
|        | Rottenmünster                                     | Abbazia femminile                                          | 20ª Prelatura sveva |
|        | Rottweil                                          | Città Imperiale                                            | alleata degli Svizzeri |
|        | Salem (Salmansweiler)                             | Abbazia principesca                                        | 1º Prelatura sveva |
|        | St. Blasien (San Biagio alla Foresta Nera)        | Abbazia Principesca (1746)                                 | |
|        | St. Georg (San Giorgio a Stein am Rhein)          | Abbazia Imperiale                                          | |
|        | St. Peter (San Pietro alla Foresta Nera)          | Abbazia Imperiale                                          | |
|        | St. Peter (San Pietro alla Foresta Nera)          | Abbazia Imperiale                                          | |
|        | St.Ulrico e Afra in Augusta                       | Abbazia imperiale                                          | 6ª Prelatura renana |
|        | Schüssenried                                      | Abbazia principesca                                        | 12º Prelatura sveva con 8 villaggi |
|        | Schwäbisch Gmünd                                  | Città Imperiale                                            | libera dal 1250 |
|        | Schwäbisch Hall                                   | Città Imperiale                                            | libera dal 1280 |
|        | Sickingen                                         | Signoria poi Contea                                        | dei conti omonimi (1752) |
|        | Söfflingen                                        | Abbazia femminile                                          | 22º Prelatura sveva con diritto di voto alla Dieta dal 1775 |
|        | St Georg in Isny                                  | Abbazia principesca                                        | 23º Prelatura sveva con diritto di voto alla Dieta dal 1782 |
|        | Stauffen                                          | Signoria                                                   | del principe von Fürstenberg |
|        | Stühlingen                                        | Langraviato                                                | del conte von Fürstenberg, dal 1761 principato |
|        | Teck                                              | Ducato                                                     | del Württemberg |
|        | Tettnang e Argen                                  | Signoria                                                   | dei conti von Montfort estinti nel 1779, poi all'Austria |
|        | Thannhausen                                       | Signoria (1665)                                            | dei conti von Sinzendorf sino al 1699, ai conti von Stadion dal 1707 |
|        | Überlingen                                        | Città Imperiale                                            | libera dal 1258 |
|        | Ulma                                              | Città Imperiale                                            | 4ª Città sveva, libera dal 1153, protestante e sede della direzione delle città imperiali protestanti |
|        | Ursberg                                           | Abbazia principesca                                        | 8º Prelatura sveva; ha la signoria di Berg |
|        | Waldburg-Scheer-Scheer                            | Alta Signoria                                              | ai conti "Truchsess" von Waldburg Wolfegg-Wolfegg |
|        | Waldburg-Wolfegg-Waldsee                          | Alta Signoria                                              | ai conti omonimi |
|        | Waldburg-Wolfegg-Wolfegg                          | Alta Signoria                                              | ai conti omonimi |
|        | Waldburg-Zeil-Trachburg                           | Alta Signoria                                              | ai conti omonimi |
|        | Waldburg-Zeil-Wurzach                             | Alta Signoria                                              | ai conti omonimi |
|        | Waldburg-Zeil-Zeil                                | Alta Signoria                                              | ai conti omonimi |
|        | Wangen im Allgäu                                  | Città Imperiale                                            | libera dal 1250 |
|        | Weil der Stadt                                    | Città Imperiale                                            | libera dal 1250 |
|        | Weingarten                                        | Abbazia principesca (Altdorf) con la signoria di Blumenegg | 2º Prelaura sveva |
|        | Weißenau                                          | Abbazia principesca                                        | 11º Prelatura sveva |
|        | Wettenhausen                                      | Abbazia principesca femminile                              | 14º Prelatura sveva con diritto di voto dal 1752 |
|        | Wiesensteig                                       | Signoria                                                   | dei conti di Helfenstein, alla Baviera dal 1642 al 1752 |
|        | Wimpfen                                           | Città Imperiale                                            | libera dal 1390 |
|        | Württemberg                                       | Ducato                                                     | ha il 52º seggio al Reichstag |
|        | Zell am Harmersbach                               | Città Imperiale                                            | sotto il protettorato dell'Austria |
|        | Zwiefalten                                        | Abbazia principesca                                        | 14º Prelatura sveva con voto alla Dieta dal 1749-51 poi passa al 15° voto |